# 1. FC Lokomotive Leipzig (1966)
1. FC Lokomotive Leipzig (celým názvem: 1. Fußballclub Lokomotive Leipzig) byl německý fotbalový klub, který sídlil v saském městě Leipzig. Organizace sídlila v lipské městské části Probstheida. Oficiální založení je datováno ke dni 20. ledna 1966, poté, co proběhla velká reformace východoněmeckého fotbalu. Zanikl v roce 2004 kvůli finančním problémům. Své domácí zápasy odehrával na Bruno-Plache-Stadionu s kapacitou 6 800 diváků.
Svou nejslavnější éru klub prožil v časech Německé demokratické republiky, kdy patřil k předním klubům doma i v Evropě. V této éře se jednou probojoval do finále evropského poháru, a to Poháru vítězů pohárů v sezóně 1986/87, jednou do semifinále (Pohár UEFA 1973/74) a dvakrát do čtvrtfinále (Veletržní pohár 1966/67, Pohár vítězů 1981/82). Při své hvězdné sezóně vyřadil Glentoran FC, SK Rapid Wien, FC Sion a Girondins Bordeaux. Ve finále, které se hrálo na Olympijském stadionu v Athénách podlehl Ajaxu Amsterdam 0:1 (utkání rozhodl v 21. minutě Marco van Basten). Evropské poháry hrála Lokomotive naposledy v sezóně 1988/89.
Lokomotive má na svém kontě čtyři vítězství ve východoněmeckém poháru.

## Historie
Po ukončení druhé světové války byla všechna dřívější sportovní sdružení v sovětské okupační zóně zrušena, což po sportovní stránce citelně poznamenalo většinu pozdějších východoněmeckých měst. Fotbal v Lipsku měl před prohranou válkou několik ligových fotbalových mužstev. V Probstheidě sídlil VfB Leipzig, první německý fotbalový mistr a celkově trojnásobný mistr Německa.
V roce 1946 bylo na území městské části založeno mužstvo SG Leipzig-Probstheida. V následujících letech bylo přejmenováno na BSG Erich Zeigner a BSG Einheit Ost. Pod posledním názvem se stalo v ročníku 1953/54 účastníkem východoněmecké nejvyšší soutěže. V roce 1954 bylo mužstvo z politických důvodů přesunuto pod patronát nově vytvořeného sdružení SC Rotation. Fotbalové mužstvo v něm zůstalo až do roku 1963, kdy došlo k fúzi dvou nejsilnějších sportovních sdružení ve městě (SC Lokomotive a SC Rotation) do SC Leipzig. Nový sportovní klub měl mít pod patronátem nejlepší sportovce ve městě.
Dne 20. ledna 1966 se začala psát nová kapitola místního fotbalu. Fotbalový oddíl byl vyčleněn z SC Leipzig a vytvořil tak 1. FC Lokomotive Leipzig, což se oficiálně považovalo za vznik klubu. Pod tímto názvem prožil zlatou éru. Čtyřikrát zvítězil ve východoněmeckém poháru a jednou došel do finále Poháru vítězů pohárů (sezóna 1986/87). Po sjednocení Německa byl klub přejmenován na VfB Leipzig. Název dostal podle několikanásobného mistra Německa z předválečných let, který sídlil ve stejné městské části jako Lokomotive. V sezóně 1993/94 se klub pod novým názvem stal účastníkem Bundesligy, německé nejvyšší soutěže. Ve zmiňované sezóně se ovšem umístil na posledním místě a sestoupil zpátky o soutěž níže.
V této době se celý sportovní klub dostal do vleklých finančních problému, které v konečném součtu skončily dvojitou insolvencí. Kvůli neschopnosti splácet jakékoliv dluhy byl klub v červenci 2004 zrušen. Příznivci čerstvě zaniklého klubu založili již o rok dříve novou Lokomotivu, která začala svoji existenci v nejnižších oblastních soutěžích.

## Historické názvy
Zdroj: 
- 1963 – SC Leipzig (Sportclub Leipzig)
- 1966 – 1. FC Lokomotive Leipzig (1. Fußballclub Lokomotive Leipzig)
- 1991 – VfB Leipzig (Verein für Bewegungsspiele Leipzig)
- 2004 – zánik

## Získané trofeje
- FDGB-Pokal ( 4× )
  - 1975/76, 1980/81, 1985/86, 1986/87
- Sachsenpokal ( 1× )
  - 1995/96‡ (‡ = ročník vyhrál rezervní tým)

## Umístění v jednotlivých sezonách

### SC Leipzig (1963 – 1966)
Stručný přehled
Zdroj: 
- 1963–1965: DDR-Oberliga

Jednotlivé ročníky
Zdroj: 
Legenda: Z - zápasy, V - výhry, R - remízy, P - porážky, VG - vstřelené góly, OG - obdržené góly, +/- - rozdíl skóre, B - body, zlaté podbarvení - 1. místo, stříbrné podbarvení - 2. místo, bronzové podbarvení - 3. místo, červené podbarvení - sestup, zelené podbarvení - postup, fialové podbarvení - reorganizace, změna skupiny či soutěže
| Východní Německo (1963 – 1965) |              |        |    |    |   |   |    |    |     |    |        |
| Sezóny                         | Liga         | Úroveň | Z  | V  | R | P | VG | OG | +/- | B  | Pozice |
| 1963/64                        | DDR-Oberliga | 1      | 26 | 12 | 8 | 6 | 34 | 27 | +7  | 32 | 3.     |
| 1964/65                        | DDR-Oberliga | 1      | 26 | 12 | 6 | 8 | 53 | 34 | +19 | 30 | 4.     |

### 1. FC Lokomotive / VfB Leipzig (1966 – 2004)
Stručný přehled
Zdroj: 
- 1965–1969: DDR-Oberliga
- 1969–1970: DDR-Liga Süd
- 1970–1991: DDR-Oberliga
- 1991–1992: 2. Fußball-Bundesliga Süd
- 1992–1993: 2. Fußball-Bundesliga
- 1993–1994: Fußball-Bundesliga
- 1994–1998: 2. Fußball-Bundesliga
- 1998–2000: Fußball-Regionalliga Nordost
- 2000–2004: Fußball-Oberliga Nordost Süd

Jednotlivé ročníky
Zdroj: 
Legenda: Z - zápasy, V - výhry, R - remízy, P - porážky, VG - vstřelené góly, OG - obdržené góly, +/- - rozdíl skóre, B - body, zlaté podbarvení - 1. místo, stříbrné podbarvení - 2. místo, bronzové podbarvení - 3. místo, červené podbarvení - sestup, zelené podbarvení - postup, fialové podbarvení - reorganizace, změna skupiny či soutěže
| Východní Německo (1965 – 1991) |                              |        |                                                             |                                                             |                                                             |                                                             |                                                             |                                                             |                                                             |                                                             |        |
| Sezóny                         | Liga                         | Úroveň | Z                                                           | V                                                           | R                                                           | P                                                           | VG                                                          | OG                                                          | +/-                                                         | B                                                           | Pozice |
| 1965/66                        | DDR-Oberliga                 | 1      | 26                                                          | 13                                                          | 2                                                           | 11                                                          | 50                                                          | 41                                                          | +9                                                          | 28                                                          | 3.     |
| 1966/67                        | DDR-Oberliga                 | 1      | 26                                                          | 14                                                          | 2                                                           | 10                                                          | 39                                                          | 32                                                          | +7                                                          | 30                                                          | 2.     |
| 1967/68                        | DDR-Oberliga                 | 1      | 26                                                          | 9                                                           | 7                                                           | 10                                                          | 39                                                          | 35                                                          | +4                                                          | 25                                                          | 5.     |
| 1968/69                        | DDR-Oberliga                 | 1      | 26                                                          | 5                                                           | 9                                                           | 12                                                          | 17                                                          | 38                                                          | -21                                                         | 19                                                          | 14.    |
| 1969/70                        | DDR-Liga Süd                 | 2      | 30                                                          | 22                                                          | 4                                                           | 4                                                           | 83                                                          | 23                                                          | +60                                                         | 48                                                          | 1.     |
| 1970/71                        | DDR-Oberliga                 | 1      | 26                                                          | 9                                                           | 6                                                           | 11                                                          | 42                                                          | 46                                                          | -4                                                          | 24                                                          | 10.    |
| 1971/72                        | DDR-Oberliga                 | 1      | 26                                                          | 9                                                           | 7                                                           | 10                                                          | 30                                                          | 31                                                          | -1                                                          | 25                                                          | 8.     |
| 1972/73                        | DDR-Oberliga                 | 1      | 26                                                          | 12                                                          | 6                                                           | 8                                                           | 57                                                          | 41                                                          | +16                                                         | 30                                                          | 4.     |
| 1973/74                        | DDR-Oberliga                 | 1      | 26                                                          | 11                                                          | 8                                                           | 7                                                           | 49                                                          | 35                                                          | +14                                                         | 30                                                          | 5.     |
| 1974/75                        | DDR-Oberliga                 | 1      | 26                                                          | 9                                                           | 6                                                           | 11                                                          | 37                                                          | 39                                                          | -2                                                          | 24                                                          | 8.     |
| 1975/76                        | DDR-Oberliga                 | 1      | 26                                                          | 13                                                          | 5                                                           | 8                                                           | 40                                                          | 34                                                          | +6                                                          | 31                                                          | 4.     |
| 1976/77                        | DDR-Oberliga                 | 1      | 26                                                          | 10                                                          | 9                                                           | 7                                                           | 40                                                          | 29                                                          | +11                                                         | 29                                                          | 5.     |
| 1977/78                        | DDR-Oberliga                 | 1      | 26                                                          | 13                                                          | 6                                                           | 7                                                           | 57                                                          | 34                                                          | +23                                                         | 32                                                          | 4.     |
| 1978/79                        | DDR-Oberliga                 | 1      | 26                                                          | 11                                                          | 7                                                           | 8                                                           | 41                                                          | 40                                                          | +1                                                          | 29                                                          | 5.     |
| 1979/80                        | DDR-Oberliga                 | 1      | 26                                                          | 11                                                          | 7                                                           | 8                                                           | 50                                                          | 34                                                          | +16                                                         | 29                                                          | 6.     |
| 1980/81                        | DDR-Oberliga                 | 1      | 26                                                          | 12                                                          | 4                                                           | 10                                                          | 46                                                          | 35                                                          | +11                                                         | 28                                                          | 6.     |
| 1981/82                        | DDR-Oberliga                 | 1      | 26                                                          | 13                                                          | 7                                                           | 6                                                           | 53                                                          | 29                                                          | +24                                                         | 33                                                          | 3.     |
| 1982/83                        | DDR-Oberliga                 | 1      | 26                                                          | 12                                                          | 7                                                           | 7                                                           | 45                                                          | 27                                                          | +18                                                         | 31                                                          | 4.     |
| 1983/84                        | DDR-Oberliga                 | 1      | 26                                                          | 16                                                          | 5                                                           | 5                                                           | 56                                                          | 28                                                          | +28                                                         | 37                                                          | 3.     |
| 1984/85                        | DDR-Oberliga                 | 1      | 26                                                          | 17                                                          | 4                                                           | 5                                                           | 55                                                          | 26                                                          | +29                                                         | 38                                                          | 3.     |
| 1985/86                        | DDR-Oberliga                 | 1      | 26                                                          | 12                                                          | 8                                                           | 6                                                           | 33                                                          | 22                                                          | +11                                                         | 32                                                          | 2.     |
| 1986/87                        | DDR-Oberliga                 | 1      | 26                                                          | 13                                                          | 8                                                           | 5                                                           | 34                                                          | 22                                                          | +12                                                         | 34                                                          | 3.     |
| 1987/88                        | DDR-Oberliga                 | 1      | 26                                                          | 14                                                          | 9                                                           | 3                                                           | 42                                                          | 21                                                          | +21                                                         | 37                                                          | 2.     |
| 1988/89                        | DDR-Oberliga                 | 1      | 26                                                          | 11                                                          | 6                                                           | 9                                                           | 39                                                          | 26                                                          | +13                                                         | 28                                                          | 5.     |
| 1989/90                        | DDR-Oberliga                 | 1      | 26                                                          | 9                                                           | 7                                                           | 10                                                          | 34                                                          | 33                                                          | +1                                                          | 25                                                          | 8.     |
| 1990/91                        | DDR-Oberliga                 | 1      | 26                                                          | 10                                                          | 8                                                           | 8                                                           | 37                                                          | 33                                                          | +4                                                          | 28                                                          | 7.     |
| Německo (1991 – 2004)          |                              |        |                                                             |                                                             |                                                             |                                                             |                                                             |                                                             |                                                             |                                                             |        |
| Sezóny                         | Liga                         | Úroveň | Z                                                           | V                                                           | R                                                           | P                                                           | VG                                                          | OG                                                          | +/-                                                         | B                                                           | Pozice |
| 1991/92                        | 2. Fußball-Bundesliga Süd    | 2      | 32                                                          | 10                                                          | 11                                                          | 11                                                          | 42                                                          | 42                                                          | 0                                                           | 31                                                          | 7.     |
| 1992/93                        | 2. Fußball-Bundesliga        | 2      | 46                                                          | 22                                                          | 14                                                          | 10                                                          | 66                                                          | 45                                                          | +21                                                         | 58                                                          | 3.     |
| 1993/94                        | Fußball-Bundesliga           | 1      | 34                                                          | 3                                                           | 11                                                          | 20                                                          | 32                                                          | 69                                                          | -37                                                         | 17                                                          | 18.    |
| 1994/95                        | 2. Fußball-Bundesliga        | 2      | 34                                                          | 11                                                          | 8                                                           | 15                                                          | 44                                                          | 44                                                          | 0                                                           | 30                                                          | 13.    |
| 1995/96                        | 2. Fußball-Bundesliga        | 2      | 34                                                          | 13                                                          | 6                                                           | 15                                                          | 35                                                          | 49                                                          | -14                                                         | 45                                                          | 9.     |
| 1996/97                        | 2. Fußball-Bundesliga        | 2      | 34                                                          | 12                                                          | 10                                                          | 12                                                          | 53                                                          | 54                                                          | -1                                                          | 46                                                          | 8.     |
| 1997/98                        | 2. Fußball-Bundesliga        | 2      | 34                                                          | 10                                                          | 9                                                           | 15                                                          | 31                                                          | 51                                                          | -20                                                         | 39                                                          | 15.    |
| 1998/99                        | Fußball-Regionalliga Nordost | 3      | 34                                                          | 21                                                          | 7                                                           | 6                                                           | 59                                                          | 28                                                          | +31                                                         | 70                                                          | 2.     |
| 1999/00                        | Fußball-Regionalliga Nordost | 3      | 34                                                          | 14                                                          | 7                                                           | 13                                                          | 43                                                          | 36                                                          | +7                                                          | 49                                                          | 9.     |
| 2000/01                        | Fußball-Oberliga Nordost Süd | 4      | 34                                                          | 23                                                          | 6                                                           | 5                                                           | 65                                                          | 27                                                          | +38                                                         | 75                                                          | 2.     |
| 2001/02                        | Fußball-Oberliga Nordost Süd | 4      | 32                                                          | 20                                                          | 8                                                           | 4                                                           | 55                                                          | 18                                                          | +37                                                         | 68                                                          | 4.     |
| 2002/03                        | Fußball-Oberliga Nordost Süd | 4      | 34                                                          | 20                                                          | 7                                                           | 7                                                           | 57                                                          | 23                                                          | +34                                                         | 67                                                          | 4.     |
| 2003/04                        | Fußball-Oberliga Nordost Süd | 4      | Klub se odhlásil v průběhu sezóny, výsledky byly anulovány. | Klub se odhlásil v průběhu sezóny, výsledky byly anulovány. | Klub se odhlásil v průběhu sezóny, výsledky byly anulovány. | Klub se odhlásil v průběhu sezóny, výsledky byly anulovány. | Klub se odhlásil v průběhu sezóny, výsledky byly anulovány. | Klub se odhlásil v průběhu sezóny, výsledky byly anulovány. | Klub se odhlásil v průběhu sezóny, výsledky byly anulovány. | Klub se odhlásil v průběhu sezóny, výsledky byly anulovány. | 17.    |

## Účast v evropských pohárech
| Ročník  | Soutěž              | Kolo        | Klub                       | Doma       | Venku      | Celkem         |
| ------- | ------------------- | ----------- | -------------------------- | ---------- | ---------- | -------------- |
| 1963/64 | Veletržní pohár     | 1. kolo     | Újpest FC                  | 0:0        | 2:3        | 2:3            |
| 1964/65 | Veletržní pohár     | 1. kolo     | Wiener Sport-Club          | 0:1        | 1:2        | 1:3            |
| 1965/66 | Veletržní pohár     | 2. kolo     | Leeds United AFC           | 1:2        | 0:0        | 1:2            |
| 1966/67 | Veletržní pohár     | 1. kolo     | Djurgårdens IF             | 2:1        | 3:1        | 5:2            |
| 1966/67 | Veletržní pohár     | 2. kolo     | RFC Liegeois               | 0:0        | 2:1        | 2:1            |
| 1966/67 | Veletržní pohár     | 3. kolo     | SL Benfica                 | 3:1        | 1:2        | 4:3            |
| 1966/67 | Veletržní pohár     | Čtvrtfinále | Kilmarnock FC              | 1:0        | 0:2        | 1:2            |
| 1967/68 | Veletržní pohár     | 1. kolo     | Linfield FC                | 5:1        | 0:1        | 5:2            |
| 1967/68 | Veletržní pohár     | 2. kolo     | FK Vojvodina               | 0:2        | 0:0        | 0:2            |
| 1968/69 | Veletržní pohár     | 1. kolo     | Kjøbenhavns Boldklub       | Kontumačně | Kontumačně | Kontumačně     |
| 1968/69 | Veletržní pohár     | 2. kolo     | Hibernian FC               | 0:1        | 1:3        | 1:4            |
| 1973/74 | Pohár UEFA          | 1. kolo     | Torino FC                  | 2:1        | 2:1        | 4:2            |
| 1973/74 | Pohár UEFA          | 2. kolo     | Wolverhampton Wanderers FC | 3:0        | 1:4        | 4:4 (v)        |
| 1973/74 | Pohár UEFA          | 3. kolo     | Fortuna Düsseldorf         | 3:0        | 1:2        | 4:2            |
| 1973/74 | Pohár UEFA          | Čtvrtfinále | Ipswich Town FC            | 1:0        | 0:1        | 1:1            |
| 1973/74 | Pohár UEFA          | Semifinále  | Tottenham Hotspur FC       | 1:2        | 0:2        | 1:4            |
| 1976/77 | Pohár vítězů pohárů | 1. kolo     | Heart of Midlothian FC     | 2:0        | 1:5        | 3:5            |
| 1977/78 | Pohár vítězů pohárů | 1. kolo     | Coleraine FC               | 2:2        | 4:1        | 6:3            |
| 1977/78 | Pohár vítězů pohárů | 2. kolo     | Real Betis                 | 1:1        | 1:2        | 2:3            |
| 1978/79 | Pohár UEFA          | 1. kolo     | Arsenal FC                 | 1:4        | 0:3        | 1:7            |
| 1981/82 | Pohár vítězů pohárů | Předkolo    | FC Politehnica Timişoara   | 5:0        | 0:2        | 5:2            |
| 1981/82 | Pohár vítězů pohárů | 1. kolo     | Swansea City AFC           | 2:1        | 1:0        | 3:1            |
| 1981/82 | Pohár vítězů pohárů | 2. kolo     | FK Velež Mostar            | 1:1        | 1:1        | 2:2            |
| 1981/82 | Pohár vítězů pohárů | Čtvrtfinále | FC Barcelona               | 0:3        | 2:1        | 2:4            |
| 1982/83 | Pohár UEFA          | 1. kolo     | Viking FK                  | 3:2        | 0:1        | 3:3 (v)        |
| 1983/84 | Pohár UEFA          | 1. kolo     | FC Girondins de Bordeaux   | 4:0        | 3:2        | 7:2            |
| 1983/84 | Pohár UEFA          | 2. kolo     | SV Werder Bremen           | 1:0        | 1:1        | 2:1            |
| 1983/84 | Pohár UEFA          | 3. kolo     | SK Sturm Graz              | 1:0        | 0:2        | 1:2            |
| 1984/85 | Pohár UEFA          | 1. kolo     | Lillestrøm SK              | 7:0        | 0:3        | 7:3            |
| 1984/85 | Pohár UEFA          | 2. kolo     | FK Spartak Moskva          | 1:1        | 0:2        | 1:3            |
| 1985/86 | Pohár UEFA          | 1. kolo     | Coleraine FC               | 5:0        | 1:1        | 6:1            |
| 1985/86 | Pohár UEFA          | 2. kolo     | AC Milan                   | 3:1        | 0:2        | 3:3 (v)        |
| 1986/87 | Pohár vítězů pohárů | 1. kolo     | Glentoran FC               | 2:0        | 1:1        | 3:1            |
| 1986/87 | Pohár vítězů pohárů | 2. kolo     | SK Rapid Wien              | 2:1        | 1:1        | 3:2            |
| 1986/87 | Pohár vítězů pohárů | Čtvrtfinále | FC Sion                    | 2:0        | 0:0        | 2:0            |
| 1986/87 | Pohár vítězů pohárů | Semifinále  | FC Girondins de Bordeaux   | 0:1        | 1:0        | 1:1 (6:5 pen.) |
| 1986/87 | Pohár vítězů pohárů | Finále      | AFC Ajax                   | 0:1        | 0:1        | 0:1            |
| 1987/88 | Pohár vítězů pohárů | 1. kolo     | Olympique de Marseille     | 0:0        | 0:1        | 0:1            |
| 1988/89 | Pohár UEFA          | 1. kolo     | FC Aarau                   | 4:0        | 3:0        | 7:0            |
| 1988/89 | Pohár UEFA          | 2. kolo     | SSC Neapol                 | 1:1        | 0:2        | 1:3            |